# Christiane Nord
Christiane Nord (* 13. September 1943 in Eberswalde als Christiane Prahst) ist eine deutsche Übersetzungswissenschaftlerin. Sie lehrte an verschiedenen Universitäten und Hochschulen wie beispielsweise der Universität Heidelberg, der Universität Wien oder der Hochschule Magdeburg-Stendal. Schwerpunkt ihrer Arbeit und ihrer Lehre ist die Translatologie sowie die Übersetzungsdidaktik.

## Leben
Nord machte 1963 am Neusprachlichen Gymnasium in Delmenhorst ihr Abitur und erhielt 1967 ihren Abschluss zur Diplom-Übersetzerin für Spanisch und Englisch am Institut für Übersetzen und Dolmetschen an der Ruprecht-Karls-Universität Heidelberg. Ihre Promotion erlangte Nord 1983 mit magna cum laude in den Fächern Hispanistik und Übersetzungswissenschaft an der neuphilologischen Fakultät der Universität Heidelberg mit einer Arbeit über die neusten Entwicklungen im Spanischen Wortschatz. Nord habilitierte 1992 in Angewandter Translationswissenschaft und Übersetzungsdidaktik an der geisteswissenschaftlichen Fakultät der Universität Wien mit einer Arbeit über die Übersetzung von Titeln und Überschriften.
Nord war bis zu seinem Tod im Juni 2020 mit Klaus Berger verheiratet und hat zwei Kinder. Gemeinsam mit ihrem Mann hat Nord Teile der Bibel übersetzt.

## Werdegang
Von 1967 bis 1996 war Nord Lektorin in der spanischen Abteilung des Instituts für Übersetzen und Dolmetschen an der Universität Heidelberg. Von 1991 bis 1992 hatte sie am Institut für Übersetzer- und Dolmetscherausbildung der Universität Wien eine Gastprofessur im Bereich der allgemeinen Übersetzungswissenschaft sowie der spanischen Übersetzungswissenschaft inne, wofür sie von ihrer Unterrichtstätigkeit an der Universität Heidelberg beurlaubt wurde. Eine weitere Beurlaubung erfolgte von 1994 bis 1996 im Rahmen einer Lehrstuhlvertretung an der Universität Hildesheim. In den Jahren 1996 und 1997 hatte Nord eine Gastprofessur am Institut für Übersetzer- und Dolmetscherausbildung der Universität Innsbruck inne.
Von 1996 bis 2005 hatte sie eine Professur für Angewandte Sprachwissenschaft sowie Fachübersetzen (Spanisch) im Fachbereich Kommunikation und Medien an der Hochschule Magdeburg-Stendal inne und war darüber hinaus verantwortlich für den Lehrbereich Spanisch. Hier war sie von 1998 bis 2000 auch Prorektorin für Forschung und Lehre. Darüber hinaus nahm Nord in diesem Zeitraum eine Vielzahl verschiedener DAAD-Kurzzeitdozenturen an, beispielsweise in Asien (Indien, Indonesien, Jordanien, Thailand etc.), Lateinamerika (Argentinien, Brasilien, Chile etc.) und Südafrika und Russland. Im Wintersemester 2001 nahm Nord noch einen Lehrauftrag der Universität des Saarlandes in Saarbrücken wahr, bevor sie 2005 aus dem aktiven Hochschuldienst pensioniert wurde.
Seit 2007 verfolgt sie Gastprofessuren an verschiedenen Universitäten, hierunter beispielsweise an der Nankai University in Peking, Volksrepublik China oder der Nida School for Translation Studies in Italien. Seit 2008 hat Nord außerdem eine Honorarprofessur an der Facultade de Filoloxía der Universität Vigo in Spanien inne. Von März 2013 bis Januar 2014 hat Nord einen Lehrstuhl am Zentrum für Translationswissenschaft der Universität Wien in Österreich.

## Forschung
In ihrer Arbeit hat Nord einige für die Translatologie und den Übersetzungsprozess grundlegende Prinzipien erforscht und in ihren Publikationen thematisiert und damit zum Fortschritt der Übersetzungswissenschaft beigetragen. Zwei der bekanntesten Modelle Nords sind zum einen das Zirkelschema und die auf den „W-Fragen“ basierende, übersetzungsrelevante Textanalyse, mit der textexterne sowie textinterne Faktoren eines Textes analysiert werden können.

## Forschungsschwerpunkte
- Translatologie
- Übersetzungsdidaktik
- Translatologische Funktionalität

## Publikationen

### Monografien (Auswahl)
- Fertigkeit Übersetzen: ein Kurs zum Übersetzenlehren und -lernen. BDÜ-Fachverl, Berlin 2010, ISBN 978-3-938430-32-3
- Textanalyse und Übersetzen: theoretische Grundlagen, Methode und didaktische Anwendung einer übersetzungsrelevanten Textanalyse. Groos, Tübingen 2009, ISBN 978-3-87276-868-1
- Kommunikativ handeln auf Spanisch und Deutsch: ein übersetzungsorientierter funktionaler Sprach- und Stilvergleich. Egert, Wilhelmsfeld 2003, ISBN 3-8252-1734-5
- Einführung in das funktionale Übersetzen: am Beispiel von Titeln und Überschriften. Tübingen/Basel 1993, ISBN
- Textanalyse und Übersetzen: theoretische Grundlagen, Methode und didaktische Anwendung einer übersetzungsrelevanten Textanalyse. Groos, Heidelberg 1988, ISBN 3-87276-598-1
- Neueste Entwicklungen im spanischen Wortschatz. Schäuble, Rheinfelden 1983, ISBN 3-87718-738-2
- Lebendiges Spanisch: eine Einführung in Entwicklungstendenzen des heutigen spanischen Wortschatzes. Schäuble, Rheinfelden 1984, ISBN 3-87718-755-2
- Funktionsgerechtigkeit und Loyalität. Frank & Timme, Berlin
- Funktionsgerechtigkeit und Loyalität / Bd. 1. Theorie, Methode und Didaktik des funktionalen Übersetzens. Frank & Timme, Berlin 2011, ISBN 978-3-86596-330-7
- Funktionsgerechtigkeit und Loyalität / Bd. 2. Die Übersetzung literarischer und religiöser Texte aus funktionaler Sicht. Frank & Timme, Berlin 2011, ISBN 978-3-86596-331-4

### Hochschulschriften (Auswahl)
- Neueste Entwicklungen im spanischen Wortschatz. Schäuble, Rheinfelden 1983, ISBN 3-87718-738-2

### Artikel (Auswahl)
- "You can say you to me!" Organizing relationships in literary translation. In: Beverly Adab, Peter A. Schmitt, Gregory Shreve (Hrsg.): Discourses of Translation. Festschrift in Honour of Christina Schäffner (= Leipziger Studien zur angewandten Linguistik und Translatologie 12). Peter Lang, Frankfurt/M. 2012, S. 147–160.
- Funktionale Translationswissenschaft: Wohin geht der Weg? In: Baumann, Klaus-Dieter (ed.): Fach – Translat – Kultur. Interdisziplinäre Aspekte der vernetzten Vielfalt, Bd. 1. Berlin 2012: Frank & Timme, S. 510–535.
- Funktionsgerechtigkeit und Loyalität bei der Übersetzung biblischer Texte. In: Werner, Eberhard (ed.) Bibelübersetzung als Wissenschaft. Stuttgart 2012: Deutsche Bibelgesellschaft, S. 135–145.
- Traduciendo el vino: problemas y dificultades. In: Gloria Bazzocchi, Pilar Capanaga, Sara Piccioni (eds): Turismo ed enogastronomía tra Italia e Spagna. Linguaggi e territori da esplorare. Milano 2011: FrancoAngeli.
- Spielball der Mächte. Nestor Ponces El intérprete. In: Kaindl, Klaus; Kurz, Ingrid (Hrsg.): Machtlos, selbstlos, meinungslos? Interdisziplinäre Analysen von ÜbersetzerInnen und DolmetscherInnen in belletristischen Werken. Wien 2010: Lit Verlag, S. 181–190.
- Making the text and its readers meet: Where translation theory provides help in the translation of sacred texts. In: Almutarjim Translation Research Group (ed): Sacred Text Translation. Proceedings of the First International Conference March 2007, Marrakech 2009: University Cadi Ayyad, S. 151–164
- Beziehungskisten. Was die phatische Funktion mit der Translationsqualität zu tun hat. In: Peter A. Schmitt + Heike E. Jüngst (eds.): Translationsqualität. Frankfurt/M. 2007: Peter Lang 2007, S. 456–464.